# Charles W. Sandman Jr.
Charles William Sandman Jr. est un homme politique américain né le 23 octobre 1921 et mort le 26 août 1985. Membre du Parti républicain, il est élu du 2e district du New Jersey à la Chambre des représentants des États-Unis de 1967 à 1975.

## Biographie
Sandman grandit à Cape May. Après avoir servi dans l'armée de l'air des États-Unis durant la Seconde Guerre mondiale, il est diplômé en droit de l'université Rutgers et devient avocat en 1949. Il est élu au Sénat du New Jersey en 1955 et réélu à deux reprises. Il dirige la majorité républicaine du Sénat durant son dernier mandat.
En 1966, il est élu à la Chambre des représentants des États-Unis en battant le démocrate Thomas C. McGrath Jr. (en), élu par surprise deux ans plus tôt. Après deux tentatives infructueuses, il remporte la nomination républicaine pour devenir gouverneur du New Jersey en 1973, mais il est largement battu par le démocrate Brendan Byrne. Républicain conservateur, il est l'un des plus ardents soutiens du président Nixon lors des auditions en faveur de son impeachment en 1974. La même année, il perd son siège de représentant face au démocrate William J. Hughes,.
En 1984, il est nommé par le gouverneur Thomas Kean pour siéger à la Cour supérieure du New Jersey et prendre la tête du tribunal des affaires familiales du comté de Cape May.